# Дениса Емилия Радуку
Дениса Емилия Радуку (на румънски: Denisa Emilia Răducu), известна професионално като Дениса Манелиста (Denisa Manelista), е румънска изпълнителка на популярна музика и манеле.

## Избрана дискография
Албуми
- Denisa Și Nicu Vesa – Șterge Mamă Lacrima (2008)
- Unde Ești? (2008)
- Iubire Floare Rara (2009)
- Dor de Mama (2010)

Компилации
- Salam, Denisa, Liviu (2006)
- Guță, Denisa, Salam (2007)
- Guță și Denisa (2008)
- Denisa, Eliza, Ioana (2008)
- Denisa & Babi Minune & Florin Salam – Aproape de inima ta (2009)
- Haideți sus, Românilor! (2009)
- Trăiesc o poveste (2012)

## Външни връзки
- Официален профил в Discogs
- Официален канал в YouTube
- Официална страница във Facebook
- Официален профил в Instagram